# Palaeomorpha
Palaeomorpha là một chi bướm đêm thuộc phân họ Olethreutinae, họ Tortricidae Tortricidae.

## Các loài
- Palaeomorpha jacobsoni Diakonoff, 1973